# إيدين أيمبيتوف
إيدين أيمبيتوف هو رائد فضاء كازخي ولد في 27 يوليو 1972.